# Diskurs
Der Begriff Diskurs (von lateinisch discursus ‚Umherlaufen‘) wurde ursprünglich in der Bedeutung „erörternder Vortrag“ oder „hin und her gehendes Gespräch“ verwendet.
Seit den 1960er Jahren hat sich die Verwendung des Wortes etwas in Richtung betont sachlicher Diskussion verschoben bzw. wird der Begriff zunehmend in Diskurstheorien eingesetzt und untersucht. Dadurch erhält er wechselnde Bedeutungen. Diskurstheorien versuchen zu beschreiben, wie Folgen von Äußerungen entstehen. Die Form der Untersuchung kann philosophisch, soziologisch, linguistisch, historisch oder auch literaturwissenschaftlich sein.
An Printmedien und Texten entwickelt, steht eine Weiterentwicklung der Diskurstheorie unter dem Einfluss des digitalen Strukturwandels und dessen Bedeutung für die Medienpädagogik noch am Anfang.

## Diskurs als Vortrag
Beim Diskurs als erörterndem Vortrag lassen sich zwei Diskursarten unterscheiden:
- bei systematischer Anwesenheit von Sprecherwechseln: Sprechhandlungssequenz, zum Beispiel Frage und Antwort, Vorwurf und Rechtfertigung
- bei systematischer Abwesenheit von Sprecherwechseln: Sprechhandlungsverkettung, zum Beispiel Vortrag, Erzählung

## Philosophischer Diskursbegriff

### Überblick
Neben der rein sprachwissenschaftlichen Bedeutung wird Diskurs heute vielfach als philosophischer Begriff, jedoch in unterschiedlichen Bedeutungen verwendet:
- Jürgen Habermas sah als Vertreter einer linguistischen Wende in der Philosophie die Sprachfähigkeit als das entscheidende Kennzeichen des Menschen. Er entwickelte in diesem Zusammenhang in Zusammenarbeit mit Karl-Otto Apel eine Diskursethik. Diskurs ist bei ihm der „Schauplatz kommunikativer Rationalität“. In diesem Sinn ist Diskurs ein argumentativer Dialog, in dem über die Wahrheit von Behauptungen und die Legitimität von Normen gesprochen wird. Was jeweils als vernünftig gilt, ist die intersubjektive, von allen Teilnehmern einer Gemeinschaft anerkannte Wahrheit.

„Rationaler Diskurs“ soll nach Jürgen Habermas „jeder Versuch der Verständigung über problematische Geltungsansprüche heißen, sofern er unter Kommunikationsbedingungen stattfindet, die innerhalb eines durch illokutionäre Verpflichtungen konstituierten öffentlichen Raums das freie Prozessieren von Themen und Beiträgen, Informationen und Gründen ermöglichen. Indirekt bezieht sich der Ausdruck auch auf Verhandlungen, soweit diese durch diskursiv begründete Verfahren reguliert sind.“
Habermas’ Diskurstheorie gewinnt eine demokratietheoretische Dimension durch Anwendung auf das Rechtssystem.
- Michel Foucault untersuchte die Entstehung und Entwicklung moderner Denksysteme und welche Rolle Macht dabei spielt. Als Diskurs bezeichnet er den Vorgang der Herausbildung jener Wahrheiten, „in denen wir uns unser Sein zu denken geben“. Was jeweils als „vernünftig“ gilt, etabliert sich aus „unpersönlichen und kontingenten Machtwirkungen“. Ein einzelner Diskurs in diesem Sinn lässt sich als ein durch bestimmte Regelmäßigkeiten bestimmtes Sprechen verstehen.
- Jean-François Lyotard betrachtet Diskurse als eine Vielheit verschiedener, eigenständiger Diskursformen, die nicht durch eine universelle Urteilsregel hierarchisiert werden können.

### Jürgen Habermas
Grundlegend für die Diskurstheorie von Habermas ist die in der Theorie des kommunikativen Handelns entwickelte Unterscheidung von
- kommunikativem Handeln, in Form regelmäßig verständigungsorientierter Äußerungen, sogenannten „Sprechakten“, und
- einem strikt an eigenen Interessen orientierten „strategischen Handeln“.

Nach diesem Verständnis verhält sich das strategische Handeln parasitär zum kommunikativen Handeln, das den Originalmodus des Sprechens darstellt.
Im kommunikativen Handeln erhebt ein Sprecher regelmäßig Geltungsansprüche, die je nach Aussage als solche der (propositionalen) Wahrheit, der (normativen) Richtigkeit und der (subjektiven) Wahrhaftigkeit erscheinen und auf das Einverständnis seines Gegenübers abzielen. Wird dieses Ziel verfehlt, wird also kein Einverständnis erreicht, so ist dies Ausgangspunkt für den Diskurs, der die einerseits erhobenen und andererseits kritisierten Geltungsansprüche problematisiert und „als Berufungsinstanz des kommunikativen Handelns“ fungiert.
Der Diskurs gewährleistet die Möglichkeit eines Konsenses durch die ihn konstituierenden Bedingungen, die unausweichlich, sprachnotwendig von jedem der Teilnehmer anerkannt werden. Sie wurden versuchsweise in „Diskursregeln“ formuliert und zielen auf die Herstellung einer „idealen Sprechsituation“ ab, in der nichts weiter herrscht als „der zwanglose Zwang des besseren Arguments und das Motiv der kooperativen Wahrheitssuche“.

„Unter dem Stichwort ‚Diskurs‘ führte ich die durch Argumentation gekennzeichnete Form der Kommunikation ein, in der problematisch gewordene Geltungsansprüche zum Thema gemacht und auf ihre Berechtigung hin untersucht werden.“

Jürgen Habermas bezeichnet in seiner Theorie des kommunikativen Handelns den Diskurs als Prozess einer Aushandlung von individuellen Geltungsansprüchen der einzelnen Akteure (bei Habermas auch als „Aktoren“ bezeichnet). Ein Merkmal der Sprache ist dabei nach Habermas die ihr innewohnende Rationalität. Die Ergebnisse einer Kommunikation – wenn sie frei ist von Verzerrungen durch Macht oder Hierarchien – sind ihm zufolge zwangsläufig rational. Als Ideal, als beste Versicherung für wahrhaftige Erkenntnisse, sieht er somit den „herrschaftsfreien Diskurs“ – aufgebaut auf Diskursnormen (Prinzipielle Gleichheit der Teilnehmer, Prinzipielle Problematisierbarkeit aller Themen und Meinungen, Prinzipielle Unausgeschlossenheit des Publikums) und authentischen Gefühlen. Die dadurch erreichte kommunikative Realität soll das beste Argument zum Gewinn bringen – auf welches weiter aufgebaut werden kann.
Habermas’ Diskursbegriff bestand dabei in Teilen aus der psychoanalytischen Tradition der US-amerikanischen discourse analysis (Gesprächsanalyse). Jürgen Link sieht dabei als ein zweites Element den aufklärerischen „Begriff der Rationalität von Interventionen in öffentlichen Debatten“. Somit zielte Habermas mit diesen dialogischen und interaktionistischen Elementen zunächst auf „eine rationale, auf ungezwungenen Konsens zielende Debatte“. Später nähert sich Habermas mit seinem Diskursbegriff Michel Foucault an und spricht von speziellen bzw. spezialisierten Diskursen. Im Gegensatz zu Foucault „beharrt er […] auf der Priorität einer letztlich souveränen Intersubjektivität gegenüber dem jeweiligen Diskurs. Vereinfacht könnte man sagen: Bei Habermas konstituiert die Intersubjektivität den Diskurs, bei Foucault wird sie als je spezifisch-historische allererst von Diskursen konstituiert“.
Habermas bezieht sein Konzept auch auf literarische Überlieferungen zur Bedeutung des Kaffeehauses und der Pariser Salons im 18. Jahrhundert. Der Idee einer idealen Sprechsituation, die frei von Hierarchien ist, hielten Kritiker vor, solche herrschaftsfreien Diskurse ließen sich in der modernen Gesellschaft nicht herstellen. Die Soziologin Sherry Cavan untersuchte schon 1966 empirisch Gespräche in anonymen Großstadtbars, in denen die Teilnehmer sehr verschiedenen Statusgruppen angehören und einander dennoch auf gleicher Augenhöhe begegnen, und kam zu dem Schluss, dass überwiegend Smalltalk vorherrsche.

### Michel Foucault
Grob vereinfacht meint Foucault mit Diskurs das in der Sprache aufscheinende Verständnis von Wirklichkeit einer jeweiligen Kultur oder Epoche. Die Regeln des Diskurses definieren für einen bestimmten Zusammenhang oder ein bestimmtes Wissensgebiet, was sagbar ist, was gesagt werden soll, was nicht gesagt werden darf und von wem es wann in welcher Form gesagt werden darf (zum Beispiel nur in Form einer wissenschaftlichen Aussage).
Die sogenannte „diskursive Praxis“ setzt sich zusammen aus
- sprachlichen Aspekten (dem Diskurs) und
- nichtsprachlichen Aspekten (zum Beispiel politische Institutionen oder Architektur).
- In manchen an Foucault anschließenden Theorien wird der Vollzug bestimmter (körperlicher) Darstellungsweisen (Performativität) als Teil der diskursiven Praxis verstanden. Beispielsweise fassen bestimmte feministische Theorien die Geschlechtsidentität selbst als diskursive Praxis auf (vgl. Judith Butler). Die heute als real wahrgenommenen Unterschiede zwischen Mann und Frau können so als diskursive Konstruktion dargestellt werden.

Diskurs im Sinne Foucaults ist ein „sprachlich produzierter Sinnzusammenhang, der eine bestimmte Vorstellung forciert, die wiederum bestimmte Machtstrukturen und Interessen gleichzeitig zur Grundlage hat und erzeugt“. Soweit „Diskurs“ in der öffentlichen Debatte mit „Diskussion“ gleichgesetzt wird, geht ein entscheidender Bedeutungsaspekt verloren: die Eigenschaft des Diskurses, Realität zu erzeugen und zu strukturieren. Foucault selbst beschreibt in Archäologie des Wissens sein Vorhaben, den Diskurs zu untersuchen folgendermaßen: „Es [ist] eine Aufgabe, die darin besteht, nicht – nicht mehr – die Diskurse als Gesamtheit von Zeichen […], sondern als Praktiken zu behandeln, die systematisch die Gegenstände bilden, von denen sie sprechen. Zwar bestehen diese Diskurse aus Zeichen; aber sie benutzen diese Zeichen für mehr als nur zur Bezeichnung der Sachen. Dieses mehr macht sie irreduzibel auf das Sprechen und die Sprache. Dieses mehr muß man ans Licht bringen und beschreiben.“
Beispiel: An einem Beispiel soll die Möglichkeit zur konstruktiven Verwendung des Diskursbegriffs deutlich gemacht werden: Der Begriff „Ausländerflut“ ist eine Konstante im „Immigrations-Diskurs“ in Deutschland, ein Begriff, der impliziert, Immigranten träten in „Fluten“ und damit z. B. als Naturphänomen und Naturkatastrophe auf. In der Analyse des Diskurses zeigt sich, in welcher Weise wir über die Welt nachdenken – in diesem Fall über das als Immigration problematisierte Phänomen der Überschreitung von (eigentlich auch nur gedachten) Grenzen. Wenn Einwanderung häufig in Verbindung mit Flut in unserem Denken und Reden auftaucht, so hat das tiefergehende Bedeutung.

### Kritische Diskursanalyse
Die sogenannte Kritische Diskursanalyse (zum Beispiel Jürgen Link und Siegfried Jäger) schließt aus marxistischer Perspektive an den Diskursbegriff von Foucault an. Diskurs bedeutet hier die institutionalisierte gesellschaftliche Redeweise, die das Handeln der Menschen bestimmt. Gegenstand sind dabei sowohl die Form als auch der Inhalt von Äußerungen. Gefragt wird auch nach dem, was in den Redeweisen nicht gesagt wird oder sagbar ist. Für Jäger besitzt der Diskurs zudem eine historische Dimension: Diskurs ist ein Fluss von Rede und Texten („Wissen“) durch die Zeit.

### Jean-François Lyotard
Lyotard unterscheidet verschiedene Diskursarten (genres de discours): die kognitive (oder wissenschaftliche), die ökonomische, die philosophische und die narrative Art des Diskurses. Zugleich hält er fest: „Es existiert keine Diskursart, deren Hegemonie über die andere gerecht wäre.“ Beim Aufeinandertreffen unterschiedlicher Diskursarten entspinnt sich unvermeidlich ein Widerstreit. Den Widerstreit (différend) unterscheidet Lyotard vom Rechtsstreit (litige). Derart strebt Lyotard eine Philosophie des Dissenses an, die den „Widerstreit“ unterschiedlicher Diskurs- und Wissensformen nicht unter einer allumfassenden Idee zu versöhnen sucht. Lyotard diagnostiziert den Niedergang der universalistischen Diskurse, d. h. derjenigen Argumentationssysteme, die eine Allgemeingültigkeit beanspruchen können. Es gibt keine übergeordnete Urteilsregel.
Zugleich behandelt Lyotard die Frage der Legitimierung. Im Diskurs sieht er ein Mittel, Legitimierung zu schaffen, doch dürfe dieser Diskurs nicht durch Erzählen geführt werden. Lyotard spricht vom „Ende der Großen Erzählungen“, die sich – nicht zuletzt nach Auschwitz – selbst diskreditiert hätten. Den Diskurs begreift Lyotard zugleich nicht als das Ende des Legitimierungsprozesses. Auf solche Weise käme der Dialog an kein Ende. Das postmoderne Wissen „findet seinen Grund nicht in der Übereinstimmung der Experten, sondern im Bedeutungswandel (Paralogie) der Erfinder“. Paralogie bedeutet wörtlich übersetzt „Widervernünftigkeit“. Aussagen lassen sich nach Lyotard nicht dadurch legitimieren, dass sie einen Konsens ermöglichen. Damit widerspricht er Habermas. Den Konsens als Ziel der Diskussion anzusehen, sei blanke Aggression. Allein die grundsätzliche Heteromorphie der wissenskonstituierenden Aussagen und die Vielzahl von Lebensformen anzuerkennen führt zur Herausstellung der Nichtübereinstimmung als gemeinsames Wissen. Dies ermöglicht zugleich die Hervorbringung von bisher Unbekanntem, worüber im Diskurs geschwiegen, was noch nicht in Sprachform gebracht worden ist.